# Giprus cinerosus
Giprus cinerosus är en insektsart som beskrevs av Van Duzee 1892. Giprus cinerosus ingår i släktet Giprus och familjen dvärgstritar. Inga underarter finns listade i Catalogue of Life.